# Палмаш
Палмаш (порт. Palmaz)  —  район (фрегезия) в Португалии,  входит в округ Авейру. Является составной частью муниципалитета  Оливейра-де-Аземейш. Находится в составе крупной городской агломерации Большое Авейру. По старому административному делению входил в провинцию Бейра-Литорал. Входит в экономико-статистический  субрегион Энтре-Доуру-и-Воуга, который входит в Северный регион. Население составляет 2130 человек. Занимает площадь 16,83 км².